# 43 Baza Lotnictwa Morskiego

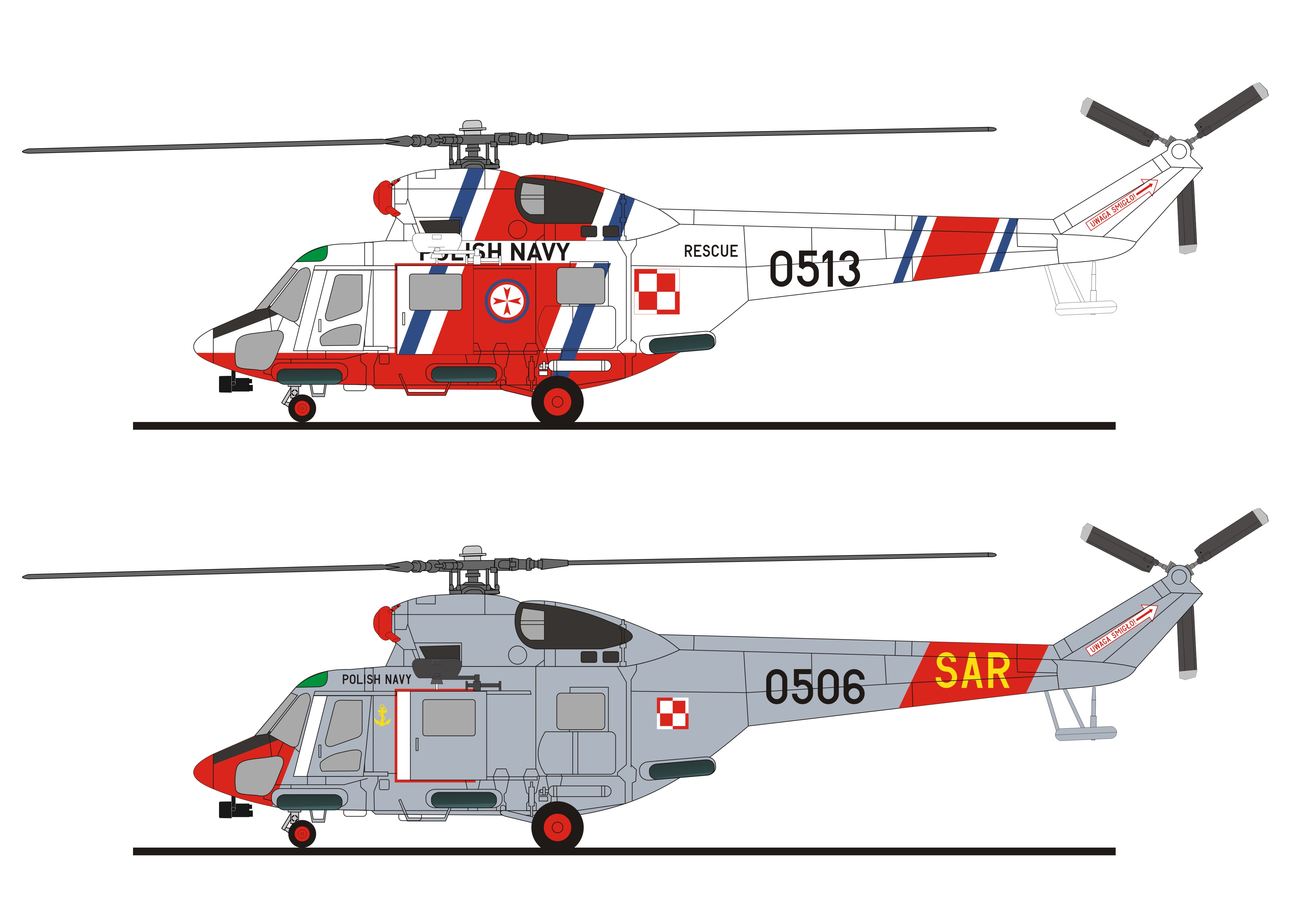
Schemat malowania śmigłowców SAR Marynarki Wojennej

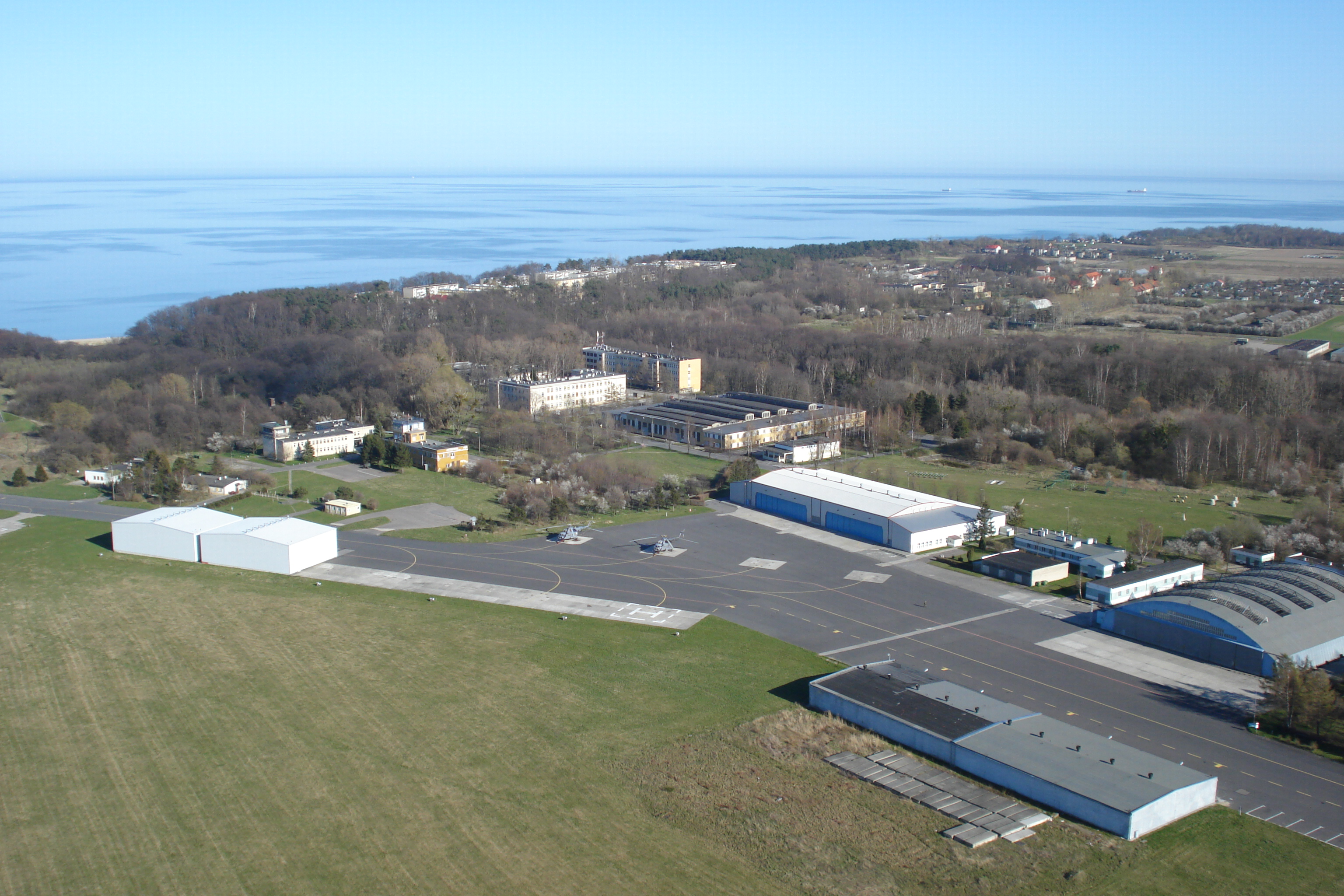
Teren lotniska 43 BLotM

43 Oksywska Baza Lotnictwa Morskiego im. kmdr. por. Edwarda Stanisława Szystowskiego (43 BLotM) – jednostka lotnictwa Marynarki Wojennej stacjonująca na lotnisku w Gdyni Babich Dołach. Wchodzi w skład Brygady Lotnictwa Marynarki Wojennej. Powstała z dniem 1 stycznia 2011 roku.

## Historia
43 Bazę Lotnictwa Morskiego stworzono 1 stycznia 2011 roku w oparciu o jednostki stacjonujące dotychczas na lotnisku Gdynia-Babie Doły, tj. 43 Bazę Lotnictwa MW oraz 28 Pucką Eskadrę Lotniczą.
Decyzją Ministra Obrony Narodowej Nr 271/MON z dnia 11 września 2012 roku ustanowiono odznakę pamiątkową 43 Bazy Lotnictwa Morskiego. Prawo do otrzymania odznaki przysługuje dowódcom 43 bazy, żołnierzom zawodowym służącym w bazie co najmniej 3 lata i mającym nienaganny przebieg służby oraz innym osobom za wybitne zasługi dla 43 Bazy Lotnictwa Morskiego.
W dniu 6 września 2013 roku, podczas uroczystej zbiórki bazy odbyła się ceremonia wręczenia sztandaru. Fundatorami byli mieszkańcy Pomorza oraz sympatycy lotnictwa morskiego.
Decyzją nr 14/MON Ministra Obrony Narodowej z dnia 20 stycznia 2015 roku ustanowiono święto bazy w dniu 12 września.
Decyzją nr 104/MON Ministra Obrony Narodowej z dnia 1 kwietnia 2015 roku baza przyjęła nazwę wyróżniającą „Oksywska”.
Decyzją nr 340/MON z dnia 15 grudnia 2016 roku w bazie została wprowadzona oznaka rozpoznawcza w dwóch wersjach: na mundur wyjściowy i mundur polowy.

Insygnia
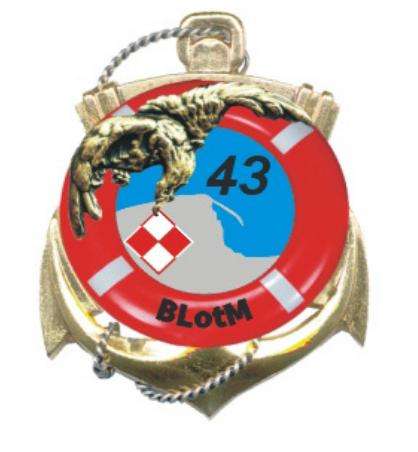
Odznaka pamiątkowa
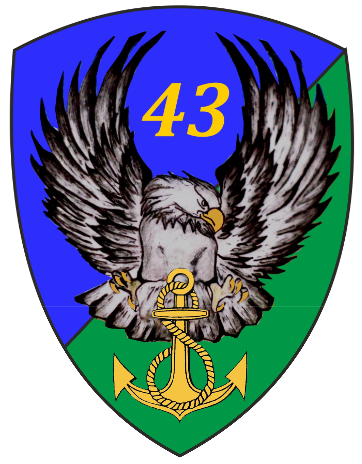
Oznaka rozpoznawcza na mundur wyjściowy
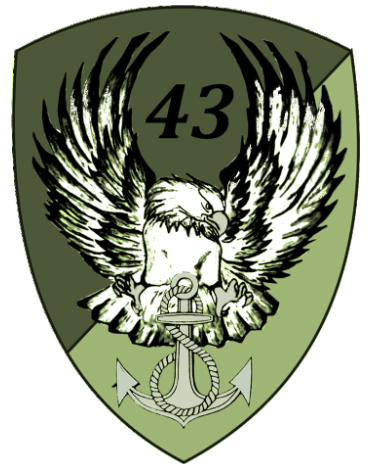
Oznaka rozpoznawcza na mundur polowy

## Dowódcy
- kmdr pil. Wiesław Cuper – (01.01.2011[7] – 30.09.2016[8])
- kmdr pil. Cezary Wiatrak – (01.10.2016 – 31.03.2019)
- kmdr pil Andrzej Szczotka – (01.04.2019 – 30.04.2021[9])
- cz.p.o. kmdr por. Waldemar Milczarek – (od 01.05.2021 – 13.08.2021[10])
- kmdr pil. Waldemar Orliński – (14.08.2021)

## Tradycje
43 Baza Lotnictwa Morskiego na podstawie decyzji Ministra Obrony Narodowej Nr 291/MON z 08.10.2013 roku otrzymała imię kmdr. por. Edwarda Szystowskiego oraz przejęła i kultywuje tradycje następujących jednostek:
- Morski Dywizjon Lotniczy
- Eskadra Myśliwska 30 Pułku Lotniczego Marynarki Wojennej
- 30 Pułk Lotnictwa Myśliwskiego Marynarki Wojennej
- 34 Pułk Lotnictwa Myśliwskiego Marynarki Wojennej
- 18 Eskadra Mieszana Lotnictwa Marynarki Wojennej
- 18 Eskadra Lotnictwa Łącznikowego MW
- 18 Eskadra Lotnictwa Ratowniczo-Łącznikowego Marynarki Wojennej
- 1 Pucki Dywizjon Lotniczy
- 3 Batalion Zabezpieczenia im. kmdr. ppor. inż. Zygmunta Horyda
- 28 Pucka Eskadra Lotnicza
- 43 Baza Lotnicza

## Struktura
- Dowództwo i sztab 43 Bazy Lotnictwa Morskiego
- Grupa Lotnicza
- Grupa Techniczna
- Grupa Wsparcia
- Wojskowy Port Lotniczy Gdynia Babie Doły

## Główne zadania
- zabezpieczenie polskiej strefy SAR na Bałtyku oraz w strefie przybrzeżnej,
- transport ludzi i sprzętu głównie na rzecz Marynarki Wojennej,
- poszukiwanie, śledzenia i niszczenie okrętów podwodnych przy użyciu sił ZOP
- współdziałanie z siłami okrętowymi

## Wyposażenie[12]
- 2 śmigłowce Mi-2
- 6 śmigłowców ratowniczych W-3WARM
- 4 śmigłowce pokładowe ZOP Kaman SH-2G Super Seasprite
- 4 samoloty transportowe An-28TD – 2, M28B – 2